# Thunder Up
Thunder Up is het vijfde en tevens laatste studio-album van de Britse newwaveband The Sound. Het album verscheen in 1987. Kort na het uitbrengen van het album zou The Sound uit elkaar gaan.

## Stijl
De nummers van Thunder Up zijn onder te verdelen in twee stijlen. Een wat opgewektere stijl (Acceleration Group, Prove Me Wrong) en zware, trieste nummers (I Give You Pain, You've Got a Way). The Sound liet zich voor dit I Give You Pain inspireren door The Doors. Tijdens het maken van het album was zanger, Adrian Borland, depressief, wat in die nummers goed te horen is. Het album is veel donkerder van toon dan de voorgaande albums, All Fall Down en Heads and Hearts. Borlands depressie zou een van de redenen zijn voor het uit elkaar gaan van The Sound.

## Bezetting
Adrian Borland - Zang, gitaar
Max Mayers - Keyboards
Graham Bailey - Bas
Mike Dudley - Drums, percussie

## Nummers
Alle nummers zijn geschreven door Borland/Mayers/Bailey/Dudley.
1. Acceleration Group
2. Hand of Love
3. Barria Alta
4. Kinetic
5. Web of Wicked Ways
6. Prove Me Wrong
7. Shot Up and Shut Down
8. Iron Years
9. I Give You Pain
10. You've Got a Way